# AHL 2000/01
Die Saison 2000/01 war die 65. reguläre Saison der American Hockey League (AHL). Während der regulären Saison bestritten die 20 Teams der Liga jeweils 80 Begegnungen. Die jeweils acht besten Mannschaften der Eastern Conference und der Western Conference spielten anschließend in einer Play-off-Runde um den Calder Cup.

## Teamänderungen
Folgende Änderungen wurden vor Beginn der Saison vorgenommen:
- Die Norfolk Admirals aus Norfolk, Virginia wurden als Expansions-Team in die Liga aufgenommen.

## Reguläre Saison

### Abschlusstabellen
Abkürzungen: GP = Spiele, W = Siege, L = Niederlagen, OTL = Niederlage nach Overtime, SOL = Niederlage nach Shootout, GF = Erzielte Tore, GA = Gegentore, Pts = Punkte

Erläuterungen: In Klammern befindet sich die Platzierung innerhalb der Conference;       = Playoff-Qualifikation,       = Division-Sieger,       = Conference-Sieger

#### Eastern Conference
| Canadian Division      | GP | W  | L  | OTL | SOL | GF  | GA  | Pts |
| ---------------------- | -- | -- | -- | --- | --- | --- | --- | --- |
| Saint John Flames      | 80 | 44 | 24 | 7   | 5   | 269 | 210 | 100 |
| Citadelles de Québec   | 80 | 41 | 32 | 3   | 4   | 264 | 252 | 89  |
| St. John’s Maple Leafs | 80 | 35 | 35 | 8   | 2   | 247 | 244 | 80  |
| Hamilton Bulldogs      | 80 | 28 | 41 | 6   | 5   | 227 | 281 | 67  |

| New England Division | GP | W  | L  | OTL | SOL | GF  | GA  | Pts |
| -------------------- | -- | -- | -- | --- | --- | --- | --- | --- |
| Worcester IceCats    | 80 | 48 | 20 | 9   | 3   | 264 | 205 | 108 |
| Hartford Wolf Pack   | 80 | 40 | 26 | 8   | 6   | 263 | 247 | 94  |
| Providence Bruins    | 80 | 35 | 31 | 10  | 4   | 245 | 242 | 84  |
| Lowell Lock Monsters | 80 | 35 | 35 | 5   | 5   | 225 | 244 | 80  |
| Portland Pirates     | 80 | 34 | 40 | 4   | 2   | 250 | 280 | 74  |
| Springfield Falcons  | 80 | 29 | 37 | 8   | 6   | 253 | 280 | 72  |

#### Western Conference
| Mid-Atlantic Division          | GP | W  | L  | OTL | SOL | GF  | GA  | Pts |
| ------------------------------ | -- | -- | -- | --- | --- | --- | --- | --- |
| Rochester Americans            | 80 | 46 | 22 | 9   | 3   | 224 | 192 | 104 |
| Wilkes-Barre/Scranton Penguins | 80 | 33 | 33 | 9   | 2   | 252 | 248 | 83  |
| Syracuse Crunch                | 80 | 33 | 30 | 12  | 5   | 235 | 254 | 83  |
| Philadelphia Phantoms          | 80 | 36 | 34 | 5   | 5   | 246 | 244 | 82  |
| Hershey Bears                  | 80 | 34 | 39 | 4   | 3   | 216 | 234 | 75  |
| Albany River Rats              | 80 | 30 | 40 | 6   | 4   | 216 | 262 | 70  |

| South Division          | GP | W  | L  | OTL | SOL | GF  | GA  | Pts |
| ----------------------- | -- | -- | -- | --- | --- | --- | --- | --- |
| Kentucky Thoroughblades | 80 | 42 | 25 | 21  | 1   | 273 | 212 | 97  |
| Cincinnati Mighty Ducks | 80 | 41 | 26 | 9   | 4   | 254 | 240 | 95  |
| Norfolk Admirals        | 80 | 36 | 26 | 13  | 5   | 241 | 208 | 90  |
| Louisville Panthers     | 80 | 21 | 51 | 5   | 3   | 200 | 285 | 50  |

### Beste Scorer
Abkürzungen: GP = Spiele, G = Tore, A = Assists, Pts = Punkte, +/- = Plus/Minus, PIM = Strafminuten; Fett: Saisonbestwert
| Spieler           | Team         | GP | G  | A  | Pts | PIM |
| ----------------- | ------------ | -- | -- | -- | --- | --- |
| Derek Armstrong   | Hartford     | 75 | 32 | 69 | 101 | 73  |
| Jean-Guy Trudel   | Springfield  | 80 | 34 | 65 | 99  | 89  |
| Ryan Kraft        | Kentucky     | 77 | 38 | 50 | 88  | 36  |
| Mark Greig        | Philadelphia | 74 | 31 | 57 | 88  | 98  |
| Brad Smyth        | Hartford     | 77 | 50 | 29 | 79  | 110 |
| Bill Bowler       | Syracuse     | 72 | 21 | 58 | 79  | 50  |
| Mikael Samuelsson | Kentucky     | 66 | 32 | 46 | 78  | 58  |
| Marty Murray      | Saint John   | 56 | 24 | 52 | 76  | 36  |
| Jim Montgomery    | Kentucky     | 55 | 22 | 52 | 74  | 44  |
| Steve Bancroft    | Kentucky     | 80 | 23 | 50 | 73  | 162 |

## Calder-Cup-Playoffs

### Modus
Für die Playoffs qualifizierten sich in der Eastern Conference und Western Conference je die acht besten Mannschaften. Da die Mid Atlantic Division und die Eastern Division mit je sechs Teilnehmern größer waren qualifizierten sich in diesen mit jeweils fünf Mannschaften mehr Teams für die Playoffs als in den mit nur vier Mannschaften besetzten Canadian Division und South Division, in denen es jeweils drei waren.
In den ersten drei Playoff-Runden wurden die Sieger der Eastern bzw. Western Division ausgespielt, die anschließend im Finale um den Calder Cup aufeinandertrafen. Während die erste Playoff-Runde im Best-of-Five-Modus ausgespielt wurde, wurden alle anderen Playoffrunden, sowie das Finale im Modus Best-of-Seven ausgespielt.

### Playoff-Baum
|  | Division Semifinals | Division Semifinals            | Division Semifinals            |                       |                                | Division Finals | Division Finals    | Division Finals |  |  | Conference Finals | Conference Finals | Conference Finals |  |  | Calder Cup Finals | Calder Cup Finals | Calder Cup Finals |
|  |                     |                                |                                |                       |                                |                 |                    |                 |  |  |                   |                   |                   |  |  |                   |                   |                   |
|  | C1                  | Saint John Flames              | 3                              |                       |                                |                 |                    |                 |  |  |                   |                   |                   |  |  |                   |                   |                   |
|  | N5                  | Portland Pirates               | 0                              |                       |                                |                 |                    |                 |  |  |                   |                   |                   |  |  |                   |                   |                   |
|  | N5                  | Portland Pirates               | 0                              | C1                    | Saint John Flames              | 4               |                    |                 |  |  |                   |                   |                   |  |  |                   |                   |                   |
|  |                     |                                |                                | C1                    | Saint John Flames              | 4               |                    |                 |  |  |                   |                   |                   |  |  |                   |                   |                   |
|  |                     |                                | C2                             | Citadelles de Québec  | 1                              |                 |                    |                 |  |  |                   |                   |                   |  |  |                   |                   |                   |
|  | C2                  | Citadelles de Québec           | C2                             | Citadelles de Québec  | 1                              | 3               |                    |                 |  |  |                   |                   |                   |  |  |                   |                   |                   |
|  | C2                  | Citadelles de Québec           |                                |                       |                                | 3               |                    |                 |  |  |                   |                   |                   |  |  |                   |                   |                   |
|  | C3                  | St. John’s Maple Leafs         | 1                              |                       |                                |                 |                    |                 |  |  |                   |                   |                   |  |  |                   |                   |                   |
|  | C3                  | St. John’s Maple Leafs         | 1                              | C1                    | Saint John Flames              | 4               |                    |                 |  |  |                   |                   |                   |  |  |                   |                   |                   |
|  |                     |                                |                                | C1                    | Saint John Flames              | 4               | Eastern Conference |                 |  |  |                   |                   |                   |  |  |                   |                   |                   |
|  |                     | N3                             | Providence Bruins              | 1                     |                                |                 |                    |                 |  |  |                   |                   |                   |  |  |                   |                   |                   |
|  | N1                  | N3                             | Providence Bruins              | 1                     | Worcester IceCats              | 3               |                    |                 |  |  |                   |                   |                   |  |  |                   |                   |                   |
|  | N1                  |                                |                                |                       | Worcester IceCats              | 3               |                    |                 |  |  |                   |                   |                   |  |  |                   |                   |                   |
|  | N4                  | Lowell Lock Monsters           | 1                              |                       |                                |                 |                    |                 |  |  |                   |                   |                   |  |  |                   |                   |                   |
|  | N4                  | Lowell Lock Monsters           | 1                              | N1                    | Worcester IceCats              | 3               |                    |                 |  |  |                   |                   |                   |  |  |                   |                   |                   |
|  |                     |                                |                                | N1                    | Worcester IceCats              | 3               |                    |                 |  |  |                   |                   |                   |  |  |                   |                   |                   |
|  |                     |                                | N3                             | Providence Bruins     | 4                              |                 |                    |                 |  |  |                   |                   |                   |  |  |                   |                   |                   |
|  | N2                  | Hartford Wolf Pack             | N3                             | Providence Bruins     | 4                              | 2               |                    |                 |  |  |                   |                   |                   |  |  |                   |                   |                   |
|  | N2                  | Hartford Wolf Pack             |                                |                       |                                |                 |                    |                 |  |  |                   |                   |                   |  |  |                   |                   |                   |
|  | N3                  | Providence Bruins              | 3                              |                       |                                |                 |                    |                 |  |  |                   |                   |                   |  |  |                   |                   |                   |
|  | N3                  | Providence Bruins              | 3                              | C1                    | Saint John Flames              | 4               |                    |                 |  |  |                   |                   |                   |  |  |                   |                   |                   |
|  |                     |                                |                                |                       |                                |                 |                    |                 |  |  |                   |                   |                   |  |  |                   |                   |                   |
|  |                     | M2                             | Wilkes-Barre/Scranton Penguins | 2                     |                                |                 |                    |                 |  |  |                   |                   |                   |  |  |                   |                   |                   |
|  | M1                  | M2                             | Wilkes-Barre/Scranton Penguins | 2                     | Rochester Americans            | 1               |                    |                 |  |  |                   |                   |                   |  |  |                   |                   |                   |
|  | M1                  |                                |                                |                       | Rochester Americans            | 1               |                    |                 |  |  |                   |                   |                   |  |  |                   |                   |                   |
|  | M4                  | Philadelphia Phantoms          | 3                              |                       |                                |                 |                    |                 |  |  |                   |                   |                   |  |  |                   |                   |                   |
|  | M4                  | Philadelphia Phantoms          | 3                              | M2                    | Wilkes-Barre Scranton Penguins | 4               |                    |                 |  |  |                   |                   |                   |  |  |                   |                   |                   |
|  |                     |                                |                                | M2                    | Wilkes-Barre Scranton Penguins | 4               |                    |                 |  |  |                   |                   |                   |  |  |                   |                   |                   |
|  |                     |                                | M4                             | Philadelphia Phantoms | 2                              |                 |                    |                 |  |  |                   |                   |                   |  |  |                   |                   |                   |
|  | M2                  | Wilkes-Barre/Scranton Penguins | M4                             | Philadelphia Phantoms | 2                              | 3               |                    |                 |  |  |                   |                   |                   |  |  |                   |                   |                   |
|  | M2                  | Wilkes-Barre/Scranton Penguins |                                |                       |                                | 3               |                    |                 |  |  |                   |                   |                   |  |  |                   |                   |                   |
|  | M3                  | Syracuse Crunch                | 2                              |                       |                                |                 |                    |                 |  |  |                   |                   |                   |  |  |                   |                   |                   |
|  | M3                  | Syracuse Crunch                | 2                              | M2                    | Wilkes-Barre/Scranton Penguins | 4               |                    |                 |  |  |                   |                   |                   |  |  |                   |                   |                   |
|  |                     |                                |                                | M2                    | Wilkes-Barre/Scranton Penguins | 4               | Western Conference |                 |  |  |                   |                   |                   |  |  |                   |                   |                   |
|  |                     | M5                             | Hershey Bears                  | 0                     |                                |                 |                    |                 |  |  |                   |                   |                   |  |  |                   |                   |                   |
|  | S1                  | M5                             | Hershey Bears                  | 0                     | Kentucky Thoroughblades        | 0               |                    |                 |  |  |                   |                   |                   |  |  |                   |                   |                   |
|  | S1                  |                                |                                |                       |                                |                 |                    |                 |  |  |                   |                   |                   |  |  |                   |                   |                   |
|  | M5                  | Hershey Bears                  | 3                              |                       |                                |                 |                    |                 |  |  |                   |                   |                   |  |  |                   |                   |                   |
|  | M5                  | Hershey Bears                  | 3                              | S3                    | Norfolk Admirals               | 1               |                    |                 |  |  |                   |                   |                   |  |  |                   |                   |                   |
|  |                     |                                |                                | S3                    | Norfolk Admirals               | 1               |                    |                 |  |  |                   |                   |                   |  |  |                   |                   |                   |
|  |                     |                                | M5                             | Hershey Bears         | 4                              |                 |                    |                 |  |  |                   |                   |                   |  |  |                   |                   |                   |
|  | S2                  | Cincinnati Mighty Ducks        | M5                             | Hershey Bears         | 4                              | 1               |                    |                 |  |  |                   |                   |                   |  |  |                   |                   |                   |
|  | S2                  | Cincinnati Mighty Ducks        |                                |                       |                                |                 |                    |                 |  |  |                   |                   |                   |  |  |                   |                   |                   |
|  | S3                  | Norfolk Admirals               | 3                              |                       |                                |                 |                    |                 |  |  |                   |                   |                   |  |  |                   |                   |                   |

### Calder-Cup-Sieger
| Calder-Cup-Sieger Saint John Flames | Torhüter: Martin Brochu, Levente Szuper Verteidiger: Micki DuPont, Mike Martin, Steve Montador, Rick Mrozik, Darrel Scoville, Chris St. Croix, Derrick Walser Angreifer: Steve Bégin, Blair Betts, Jason Botterill, Chris Clark, Jeff Dewar, Doug Doull, Miika Elomo, Rico Fata, Jason Morgan, Marty Murray, Dave Roche, Gaëtan Royer, Bobby Russell, Daniel Tkaczuk, Serhij Warlamow Cheftrainer: Jim Playfair General Manager: Stew MacDonald |

## Vergebene Trophäen

### Mannschaftstrophäen
| Auszeichnung                                                     | Team                           |
| ---------------------------------------------------------------- | ------------------------------ |
| Calder Cup Gewinner der AHL-Playoffs                             | Saint John Flames              |
| Richard F. Canning Trophy Gewinner des Eastern Conference-Finale | Saint John Flames              |
| Robert W. Clarke Trophy Gewinner des Western Conference-Finale   | Wilkes-Barre/Scranton Penguins |
| Macgregor Kilpatrick Trophy Bestes Team der regulären Saison     | Worcester IceCats              |
| Frank S. Mathers Trophy Bestes Team der Mid-Atlantic Division    | Rochester Americans            |
| F. G. „Teddy“ Oke Trophy Bestes Team der New England Division    | Worcester IceCats              |
| Sam Pollock Trophy Bestes Team der Canadian Division             | Saint John Flames              |
| John D. Chick Trophy Bestes Team der South Division              | Kentucky Thoroughblades        |

### Individuelle Trophäen
| Auszeichnung                                                                                                   | Spieler         | Team                           |
| --- | --------------- | ------------------------------ |
| Les Cunningham Award MVP der regulären Saison                                                                  | Derek Armstrong | Hartford Wolf Pack             |
| John B. Sollenberger Trophy Bester Scorer                                                                      | Derek Armstrong | Hartford Wolf Pack             |
| Dudley „Red“ Garrett Memorial Award Bester Rookie                                                              | Ryan Kraft      | Kentucky Thoroughblades        |
| Eddie Shore Award Bester Verteidiger                                                                           | John Slaney     | Philadelphia Phantoms          |
| Eddie Shore Award Bester Verteidiger                                                                           | John Slaney     | Wilkes-Barre/Scranton Penguins |
| Aldege „Baz“ Bastien Memorial Award Bester Torhüter                                                            | Dwayne Roloson  | Worcester IceCats              |
| Harry „Hap“ Holmes Memorial Award Torhüter mit dem geringsten Gegentorschnitt                                  | Tom Askey       | Rochester Americans            |
| Harry „Hap“ Holmes Memorial Award Torhüter mit dem geringsten Gegentorschnitt                                  | Mika Noronen    | Rochester Americans            |
| Louis A. R. Pieri Memorial Award Bester Trainer                                                                | Don Granato     | Worcester IceCats              |
| Fred T. Hunt Memorial Award Für den Spieler, der durch Fairness, Einsatz und Hingabe herausragt                | Kent Hulst      | Portland Pirates               |
| Fred T. Hunt Memorial Award Für den Spieler, der durch Fairness, Einsatz und Hingabe herausragt                | Kent Hulst      | Providence Bruins              |
| Yanick Dupré Memorial Award Für den Spieler, der sich durch besonderen Einsatz in der Gesellschaft auszeichnet | Mike Minard     | St. John’s Maple Leafs         |
| Jack A. Butterfield Trophy MVP der Calder-Cup-Playoffs                                                         | Steve Bégin     | Saint John Flames              |